# Chaetexorista imperator
Chaetexorista imperator là một loài ruồi trong họ Tachinidae.